# Вода (У-сін)
У китайській філософії стихія води ( кит. спр. 水, піньїнь: shuǐ) є нижньою точкою матерії, або стадією вмирання чи приховування матерії.  Вода є п'ятою стадією в циклі  п'яти елементів У Сін.
Вода найбільше відповідає інь за характером серед усіх п'ятьох елементів. Її рух напрямлений вниз і всередину, а її енергія нерухома і зберігається.
Вода в китайській філософії асоціюється з чорним кольором, з планетою Меркурій, з місяцем (який, як вважалося серед давніх китайців, викликає випадання роси вночі), з ніччю, з північчю, з зимою чи холодною погодою та з чорною черепахою (Сюань). Wu) у китайському сузір’ї Чотири символи .

## Атрибути
У китайській даосійській думці вода символізує розум та мудрість, гнучкість, м'якість та піддатливість; однак кажуть, що надмірна кількість цього елемента викликає труднощі у виборі чогось і дотриманні цього. Так само вода може бути текучою і слабкою, однак може також мати велику силу, коли вона затоплює та заливає землю. У китайській медицині вважається, що елемент води відає нирками та сечовим міхуром і також пов’язаний з вухами та кістками. Негативними емоціями, асоційованими з водою є страх та тривога, тоді як позитивною емоцією є спокій. 
Чорний, синій і сірий кольори також асоційовані з водою. 

## Астрологія
У китайській астрології вода є одним із 10 небесних стовбурів (п’яти елементів у формах інь і ян ), що поєднуються з 12 земними гілками (або китайськими знаками зодіаку ), що утворюють 60-річний цикл .
Роки водного Ян закінчуються на 2 (наприклад, 1992), а роки водного Інь закінчуються на 3 (наприклад, 1993).  Вода відає китайськими знаками зодіаку Свині та Щура.  Вона також зазвичай представляє багатство та грошову удачу у фен-шуй, хоча це може відрізнятися в деяких суб’єктивних сценаріях. 

## Цикл У Сін
- У відновлювальному циклі У-Сін метал породжує воду, оскільки він затримує воду, що падає з джерела, а вода породжує деревину, оскільки «дощ чи роса сприяють процвітанню рослинного життя».

- У циклі завоювання вода перемагає вогонь, оскільки «ніщо не загасить вогонь так швидко, як вода». Земля долає воду, оскільки побудовані в землі канали спрямовують потік, а ґрунт поглинає воду. [3]